# مهمانهای ناخوانده
مهمان‌های ناخوانده قصه‌ای برای ردهٔ سنی کودکان است که توسط فریده فرجام، نویسنده کودکان، بازنویسی و یک‌سال پس از تأسیس و در ۱۳۴۵ به عنوان نخستین کتاب کانون پرورش فکری کودکان و نوجوانان با تيراژ سي هزار نسخه فقط براي چاپ اول منتشر کرد.
نخستین‌بار مهدی صبحی در دهه ۱۳۳۰ این قصهٔ قدیمی فولکلور را که سینه‌به‌سینه برای کودکان گفته‌می‌شده، جمع‌آوری و چاپ کرد. فرجام که این قصه را در دهه ۱۳۲۰ و در دوران کودکی از دایه‌اش شنیده بود، با نگاهی پژوهشی بازنویسی کرد. فرجام که یک سال پس از تأسیس کانون پرورش فکری کودکان و نوجوانان و در ۱۳۴۵ به کار در این مجموعه دعوت می‌شود، پیشنهاد می‌کند که «مهمان‌های ناخوانده» را که شش سال قبل نوشته است، در اختیار کانون بگذارد؛ و انتشارات کانون پرورش فکری کودکان و نوجوانان با چاپ کتاب مهمان‌های ناخوانده در اسفند آن سال شروع‌به کار کرد.
این قصه عامیانهٔ بازنویسی‌شدهٔ ایرانی، ماجرای پیرزن مهمان‌نوازی را نقل می‌کند که از هر حیوانی که سرزده به خانه‌اش می‌آید به گرمی پذیرایی می‌کند. این پیرزن که در دهی کوچک زندگی می‌کند و یک شب که باران تندی می‌بارد، چندین بار صدای تق‌تق در خانه‌اش را می‌شنود و هربار با مهمان ناخوانده جدیدی روبرو می‌شود.
مخاطب کتاب، گروه‌های سنی سال‌های پیش از دبستان و آغاز دبستان، کلاس‌های اول، دوم و سوم، (۹–۳ سال) است. بیان مفهوم صلح و دوستی و پذیرش تفاوت‌ها، مهمان‌نوازی، مدیریت بحران، پناه‌جویی، آشتی با محیط‌زیست، ارتباط بین نسلی و آموزش هم‌زیستی مسالمت‌آمیز به کودکان را از ویژگی‌های این اثر برشمرده‌ شده‌ است.
مهمان‌های ناخوانده از ۱۳۴۵ تا ۱۳۹۳، بیست بار و در مجموع با شمارگان ۳۷۷٬۰۰۰ نسخه از سوی کانون پرورش فکری کودکان و نوجوانان منتشر شده و جزو پرتیراژترین کتاب‌های کودک بوده‌است. همچنین نسخهٔ الکترونیک فارسی-انگلیسی، صوتی، بریل، ترجمه به زبان کردی، و نیز به‌صورت لوح فشرده و انیمیشن مهمان‌های ناخوانده نیز منتشر شده‌است.
نمایشنامه‌ای به‌نام «یه خونه قد غربیل» نیز براساس این قصه نوشته شده‌است.
این کتاب در اردیبهشت ۱۳۹۶، با شماره ۱۳۹۴، در فهرست میراث ناملموس ثبت شد.
مهمان‌های ناخوانده در ۱۳۴۵ کتاب برگزیدهٔ شورای کتاب کودک شد.

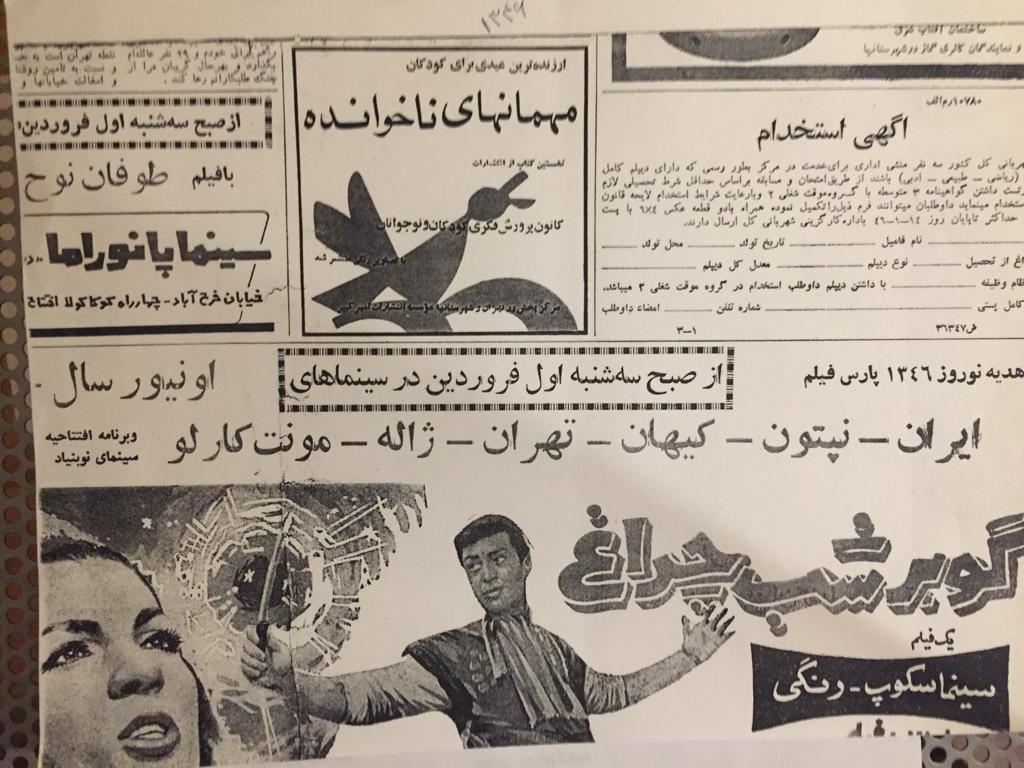
صفحه اول روزنامه اطلاعات 1346